# Borrador de tinta

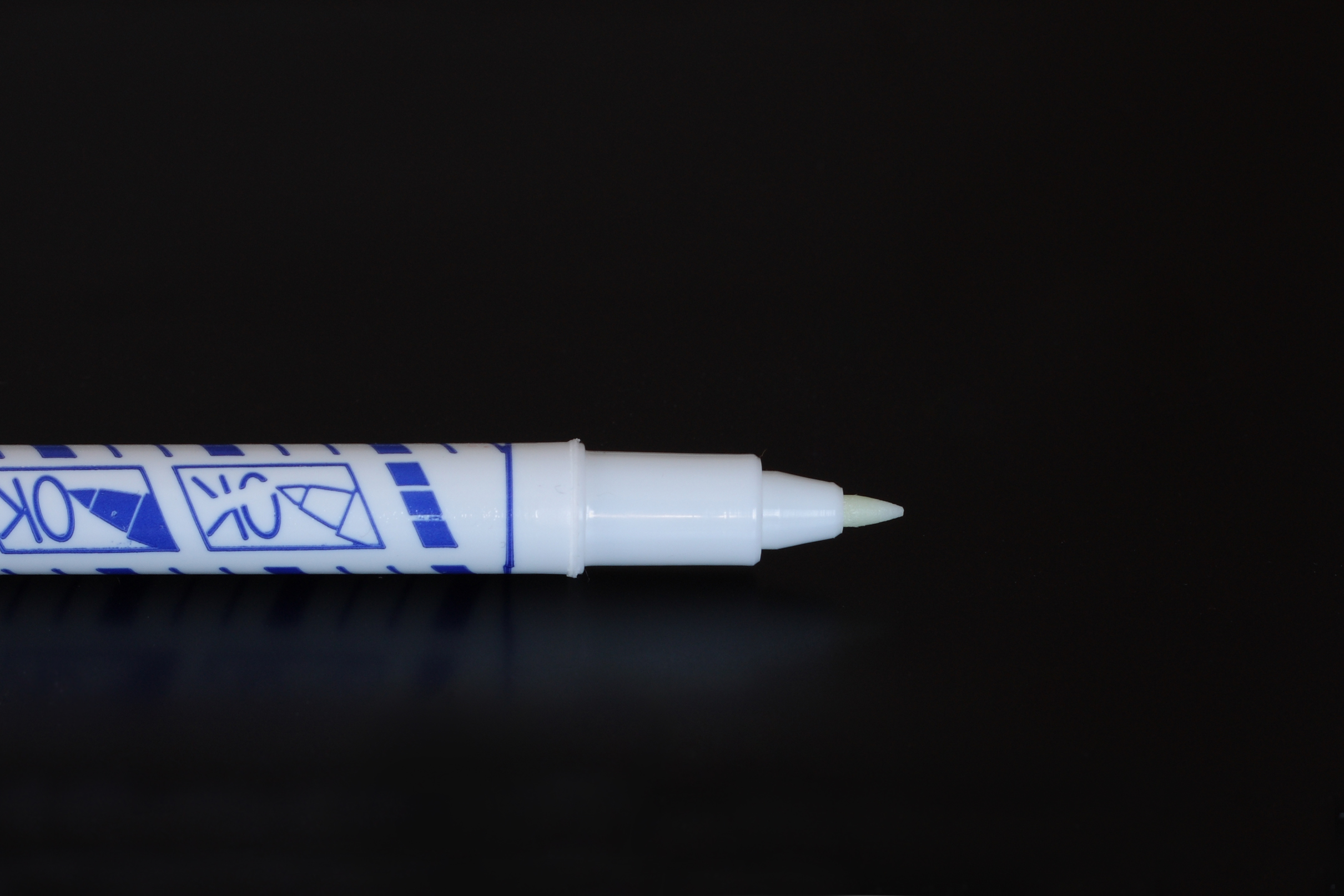
La punta de un borrador de tinta.

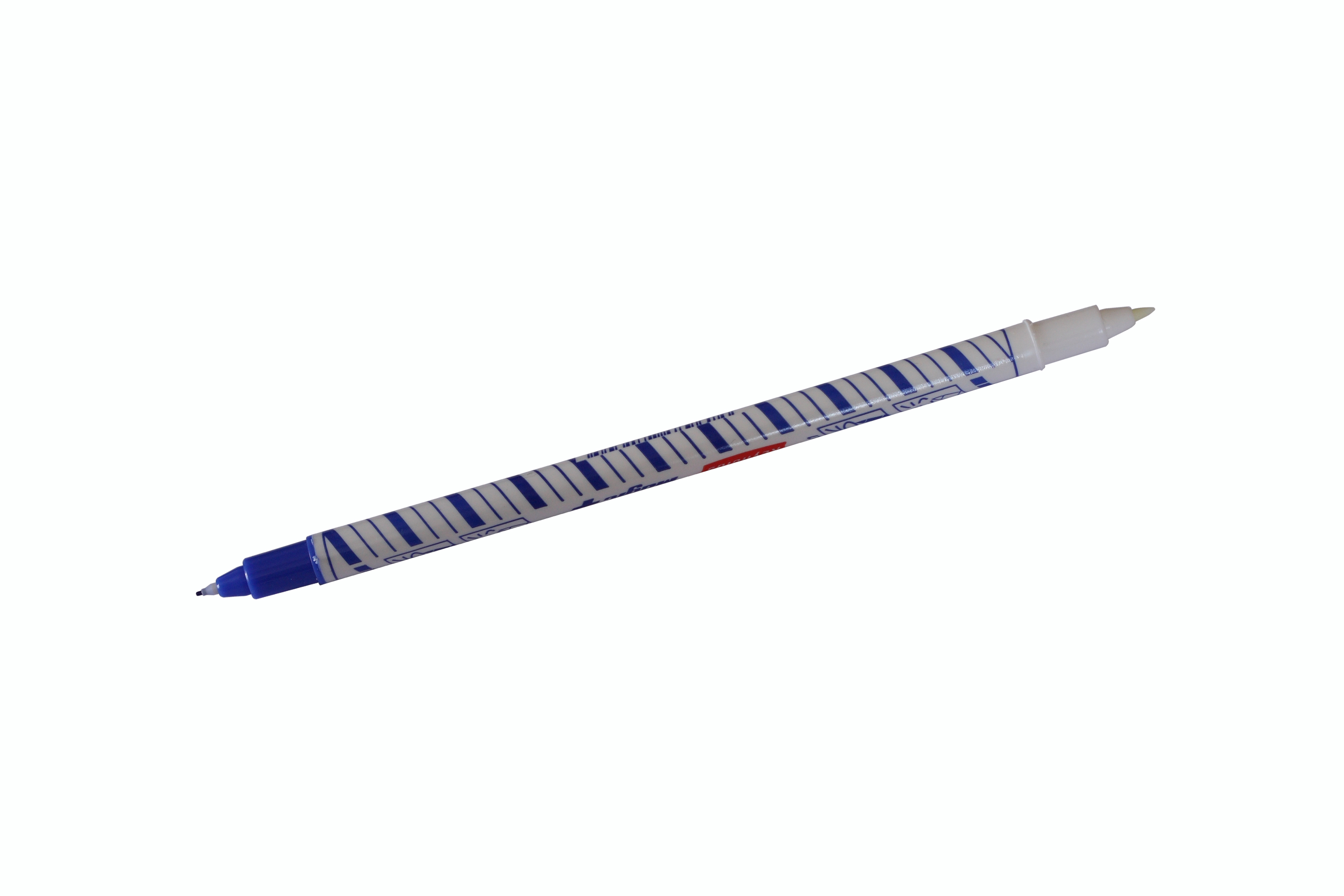
Borrador de tinta con sus dos lados respectivamente.

El borrador de tinta o borratinta es un rotulador de punta fina con el cual se pueden efectuar correcciones en textos escritos con tinta (mayormente azul). Este consta generalmente de dos lados: de un lado esta la punta borradora (que viene en tres estilos: 850 B, 850 F, y 258 M), y del otro lado un rotulador color azul real con el cual se puede efectuar la corrección. La 850 B es una punta gruesa que puede borrar letras enteras, mientras que la 850 F es una fina punta para borrar letras por trazos. La 258 M es una punta multipropósito diseñada con un ángulo para distintas cantidades de cobertura.

## Historia
El primer medio para la remoción de tinta fue desarrollado por Pelikan bajo el nombre Radierwasser (esp. agua borradora) y Tintentod (esp. muerte de tinta). Los primeros ejemplares a la venta contenían la sustancia activa como un rotulador prensado (parecidos a un lapicero hemostático). Para su uso este se empapaba y la tinta era borrada con él. Los productos que le siguieron contenían la sustancia activa como solución. A esto también se incluye el rotulador Tintenkiller (como marca de fábrica) que salió al mercado en 1972, de la empresa de ese entonces Firma Kreuzer en Bonn. El modelo con la misma estructura fue luego distribuido por Pelikan como Tintentiger.

## Química del borrador de tinta
Todas las tintas habituales son pigmentos orgánicos. Estos poseen un cromóforo, que es una parte de la molécula con electrones de desplazamiento "libre", estos pueden ser excitados por medio de determinadas longitudes de onda. Por esta razón la luz incidente es absorbida en estas longitudes de onda, mientras que la luz de otras longitudes de onda es libremente reflectada. La distribución de las longitudes de onda cambian entonces en el momento de la reflexión (parcial), por lo que la luz reflectada recibe un color. Para la tinta del azul náutico estilográfico se emplean generalmente pigmentos de trifenilmetano.
Cuando la movilidad de los electrones que emiten el pigmento es perturbada, este pierde su color. En el caso de los pigmentos de triefenilmetano, basta con un influjo frecuente del átomo central de carbono.

### Borrado con sulfitos
La perturbación puede realizarse por ejemplo en sulfitos. En esta ocasión los hidroxilos (OH–) y los iones bisulfito o sulfito ácido (HSO3–) se almacenan junto al átomo central de carbono del pigmento. Para esto son aptos por ejemplo el sulfito de sodio (Na2SO3), bisulfito sódico (NaHSO3), y sulfito de potasio (K2SO3).

### Borrado con carbonatos
Otra posibilidad no tan efectiva es la perturbación por medio de carbonatos como el carbonato de sodio (Na2CO3) o el bicarbonato de sodio (NaHCO3). En este caso se almacenan de igual forma los hidroxilos (OH–) alrededor del átomo central de carbono.

### Borrado con tiosulfatos e hidrosulfitos
Por último al lado de algunas sustancias más complejas entran en cuestión los hidrosulfitos o tiosulfatos (por ejemplo Na2S2O3) para el borrador de tinta. 

### Implementación práctica
En la práctica se intensifican todavía más estos agentes reductores a través de sustancias como alcohol o natrón (justamente el bicarbonato de sodio mencionado anteriormente).

### Anulación del efecto borrador
Durante el procedimiento de borrado, la tinta no es destruida como se explica arriba, sino que se vuelve invisible. El procedimiento inverso en una forma visible puede realizarse con aldehídos o con el vapor de ácido clorhídrico aproximadamente al 36%. A través del calentamiento (en lo posible con aire caliente) puede retirarse el efecto de borrado hasta un cierto punto. La tinta además se vuelve parcialmente visible tras un largo tiempo (varios años, por ejemplo en cuadernos escolares viejos).